# 浄土寺 (尾道市)

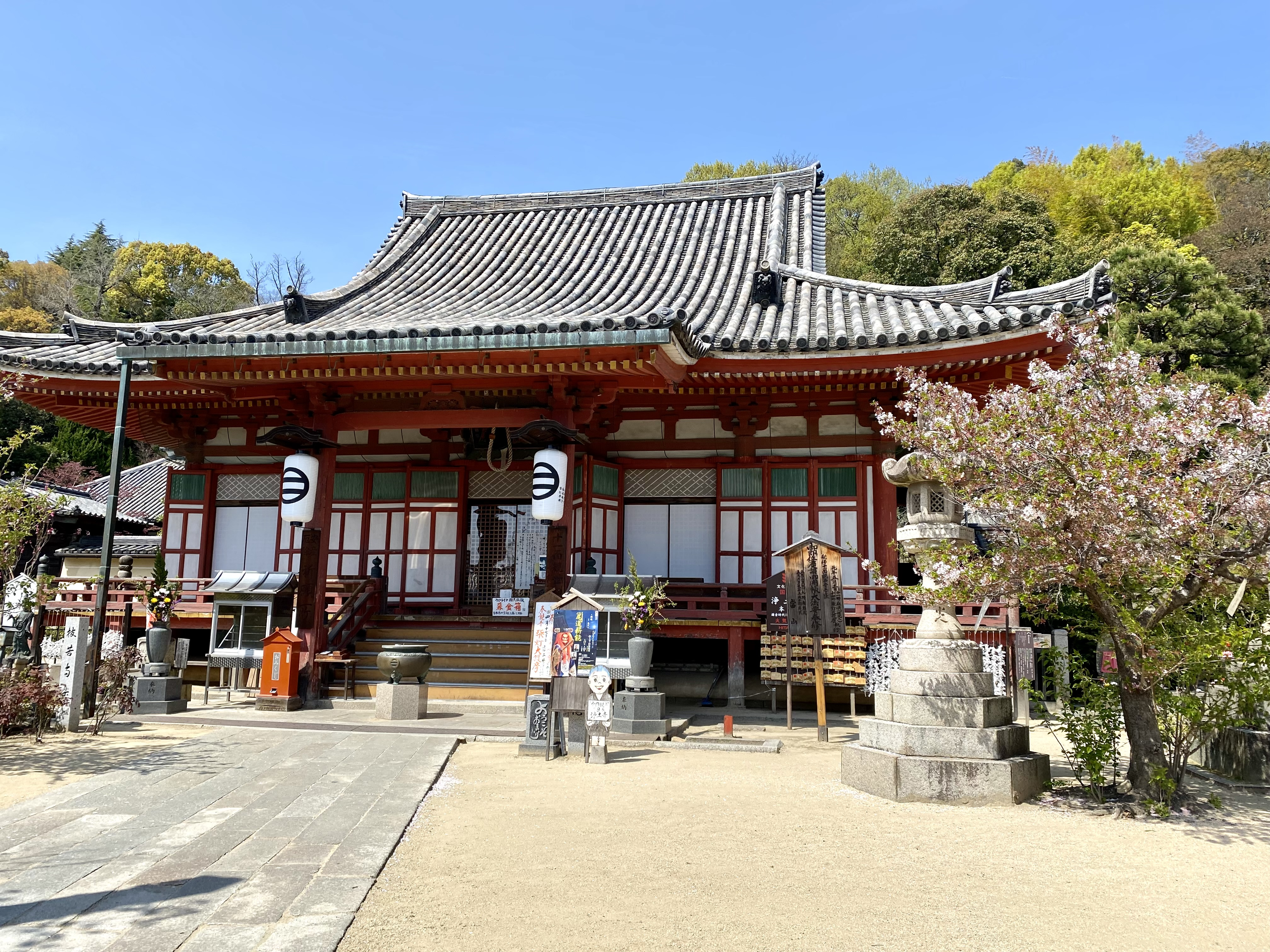
本堂（国宝）

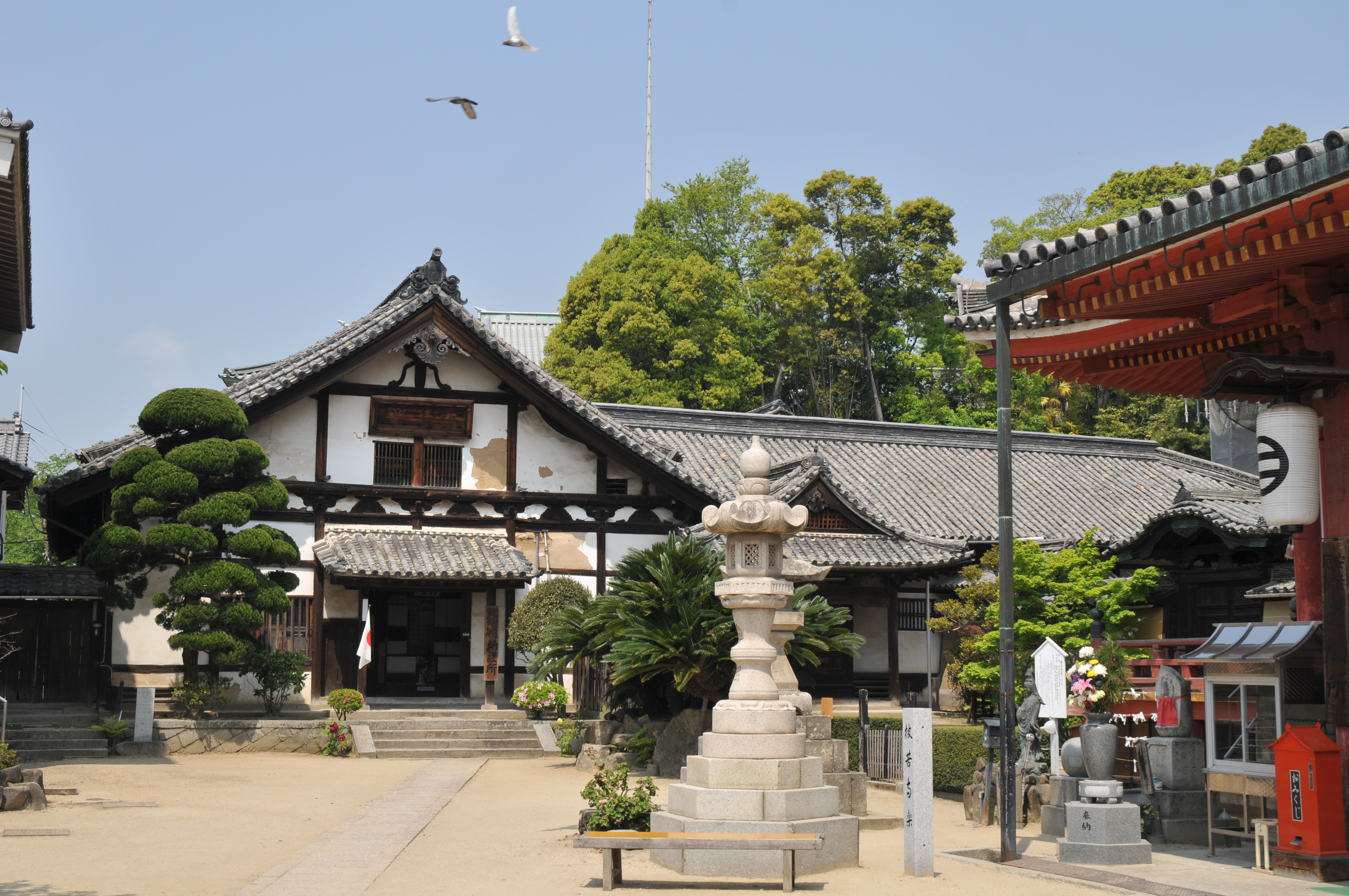
庫裏（左）及び客殿（右奥）

多宝塔（国宝）

浄土寺（じょうどじ）は、広島県尾道市東久保町にある真言宗泉涌寺派大本山の寺院。山号は転法輪山（てんぽうりんざん）。院号は大乗院。本尊は十一面観音で、中国三十三観音霊場第九番札所である。

## 歴史
推古天皇24年（616年）、聖徳太子が開いたとも伝えられる。この寺が文書等にあらわれるのは鎌倉時代中ごろからのことで、鎌倉時代の初めには堂塔を守る人さえないという惨状だったが、徳治元年（1306年）に真言律宗系の僧で叡尊の弟子・定証によって中興された。その後、正中2年（1325年）に焼失したが、尾道の有徳人道蓮・道性夫妻によって復興された。現存する国宝の本堂・多宝塔、重要文化財の阿弥陀堂はこの時再興された建物である。
南北朝時代に入ると、各勢力が浄土寺を味方につけようと外護に努めた。元弘の乱の際後醍醐天皇は、住職に綸旨を下して祈祷を命じるとともに、因島の地頭職を寄進した。足利尊氏は建武3年（1336年）2月、九州に落ち延びる際、浄土寺本堂で戦勢挽回を祈願し、幾つかの地頭職を寄進。更に九州での戦いに勝利再起した同5月5日に再び浄土寺本堂に参籠して、1万巻の観音経を読経し、足利直義や道謙法師と共に観音経にちなんだ33首の和歌を詠じて戦勝を祈願している。尊氏はその後、備後国の利生塔を浄土寺境内（元尾道市立筒湯小学校校庭）に建立し、寺では今も足利氏の家紋「二つ引門」を寺紋として使い続けている。今川了俊も九州へ下る際、数か月浄土寺に滞在し、軍備を整えたという。
室町時代も下ると、足利氏と関係の深かった浄土寺の寺運も衰えていった。近世に入ると落ち着きを取り戻し、泉涌寺派に属しながら尾道在住の豪商から外護を受けるようになり、庶民の信仰を中心とする寺院へ変貌していく。当地の豪商らによって、元禄3年（1690年）、方丈（重要文化財）、正徳年間には護摩堂・経堂、享保4年（1719年）、食堂（現在の庫裏及び客殿、重要文化財）が建立された。

## 境内
山門を入ると正面に本堂、その右手に阿弥陀堂と多宝塔が建つ。これらの中世仏教建築群に対し、境内西側には方丈、庫裏及び客殿など、僧の生活空間である近世建築群があり、庭園や茶室（露滴庵）もある。近世以前の寺院景観を良好に残す境内地は、本堂とともに国宝に指定されている。

## 文化財

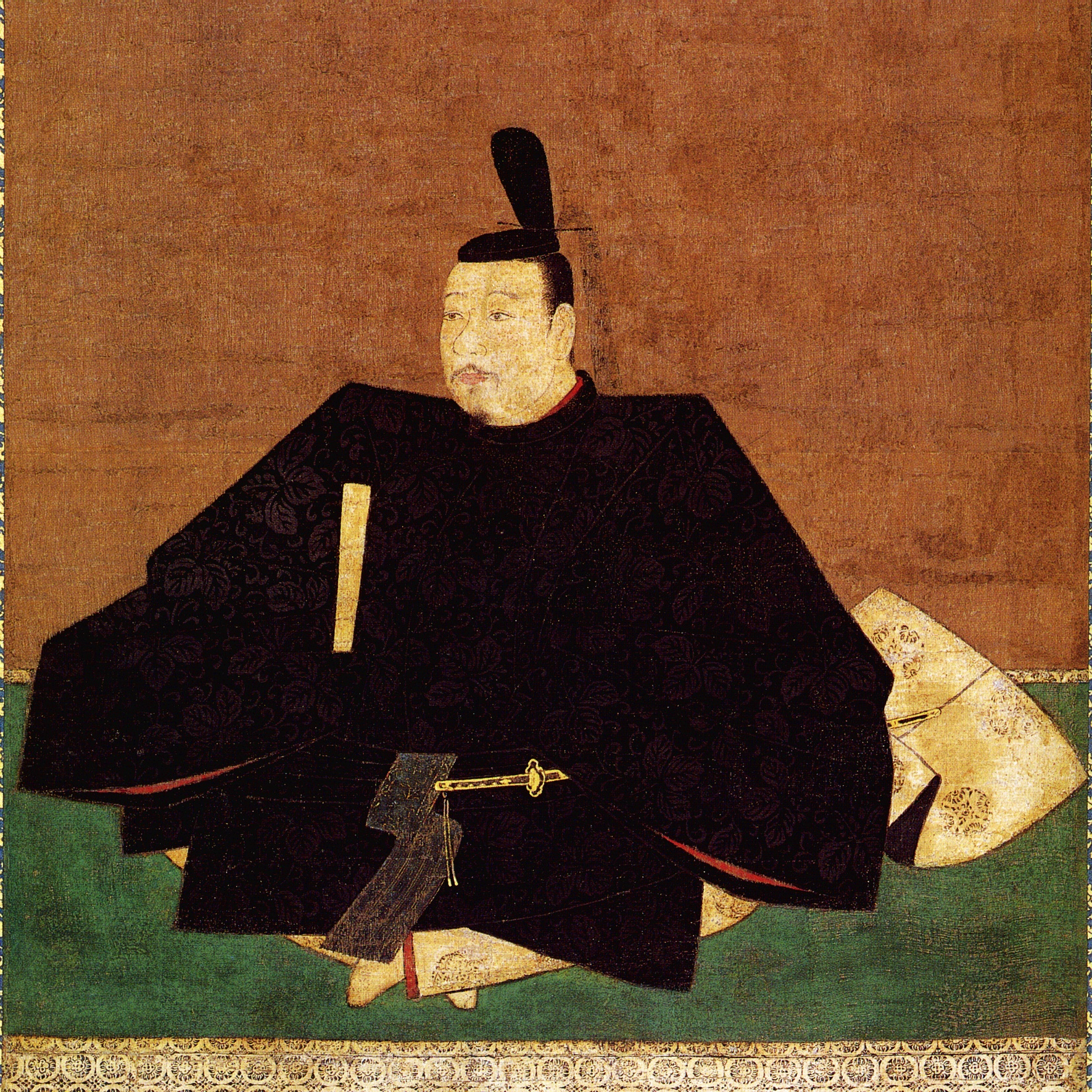
浄土寺が所蔵する絹本著色足利尊氏将軍画像（尾道市重要文化財）

### 国宝
- 本堂（附：厨子、棟札2枚、境内図2枚） - 嘉暦2年（1327年）の建立。入母屋造本瓦葺き。和様を基調として大仏様、禅宗様の細部を取り入れた、中世折衷様仏堂建築の代表作。なお、平成6年（1994年）7月、境内地全域が「建造物と一体をなしてその価値を形成している土地その他の物件」（文化財保護法第2条参照）として本堂とともに国宝に指定されている。
- 多宝塔 - 嘉暦3年（1328年）建立の和様の多宝塔。中国地方における古塔の一つとして、また鎌倉時代末期にさかのぼる建立年代の明らかな多宝塔として貴重。

### 重要文化財（国指定）
- 山門 - 室町前期
- 阿弥陀堂 - 貞和元年（1345年）
- 納経塔 - 石造宝塔。弘安元年（1278年）の銘あり。
- 宝篋印塔 - 貞和四年（1348年）の銘あり。
- 宝篋印塔 （足利尊氏供養塔）- 南北朝時代
- 「浄土寺」6棟（附中門・棟札・旧食堂厨子及び須弥壇）
  - 方丈 - 元禄3年（1690年）
  - 唐門 - 正徳2年（1712年）
  - 庫裏及び客殿 - 享保4年（1719年）
  - 宝庫 - 宝暦9年（1759年）
  - 裏門 - 江戸時代 商人がここで違法な伝書鳩を飼っていたといわれる。
  - 露滴庵 - 江戸時代（海物園跡参照）
- 絹本著色仏涅槃図
- 絹本著色両界曼荼羅図 附：旧軸木2本（文保元年（1317年）二月益円の銘がある）
- 木造十一面観音立像 - 平安後期の作。本堂本尊で「身代わり観音」とも呼ばれる秘仏。
- 木造聖徳太子立像 院憲作 乾元二年銘（1303年）
- 木造聖徳太子立像 暦応二年銘（1339年）
- 木造聖徳太子立像（南無仏太子像） 院勢作 建武五年銘（1338年）
- 孔雀鎗金経箱 延祐二年銘（1315年）[3]
- 孔雀文沈金経箱
- 観世音法楽和歌 建武三年五月五日尊氏証判あり
- 定証起請文 嘉元四年とあり（1306年） 附：同案文（残簡）
- 浄土寺文書（11通）1巻（寺領注文（建武四年十月日とあり）、尊氏寄進状、ほか9通）
- 紺紙金銀泥法華経 巻第七 天暦三年奥書（949年）

出典：2000年までの指定物件については、『国宝・重要文化財大全 別巻』（所有者別総合目録・名称総索引・統計資料）（毎日新聞社、2000）による。

### 広島県指定重要文化財
- 絹本著色弘法大師絵伝
- 絹本著色如意輪観音像　建武元年（1334年）7月 文観房弘真画[4]
- 絹本著色千手観音像
- 絹本著色浄土曼荼羅
- 絹本著色釈迦八相図
- 絵馬
- 木造文殊菩薩坐像
- 木造阿弥陀如来坐像
- 木造大日如来坐像 金剛界 附:台座
- 木造大日如来坐像 胎蔵界 附:光背
- 木造千手観音立像
- 銅製鰐口
- 鉄製燈籠
- 太鼓
- 法華経版木
- 梵網経版木
- 浄土寺文書

### 名勝（国指定）
- 庭園

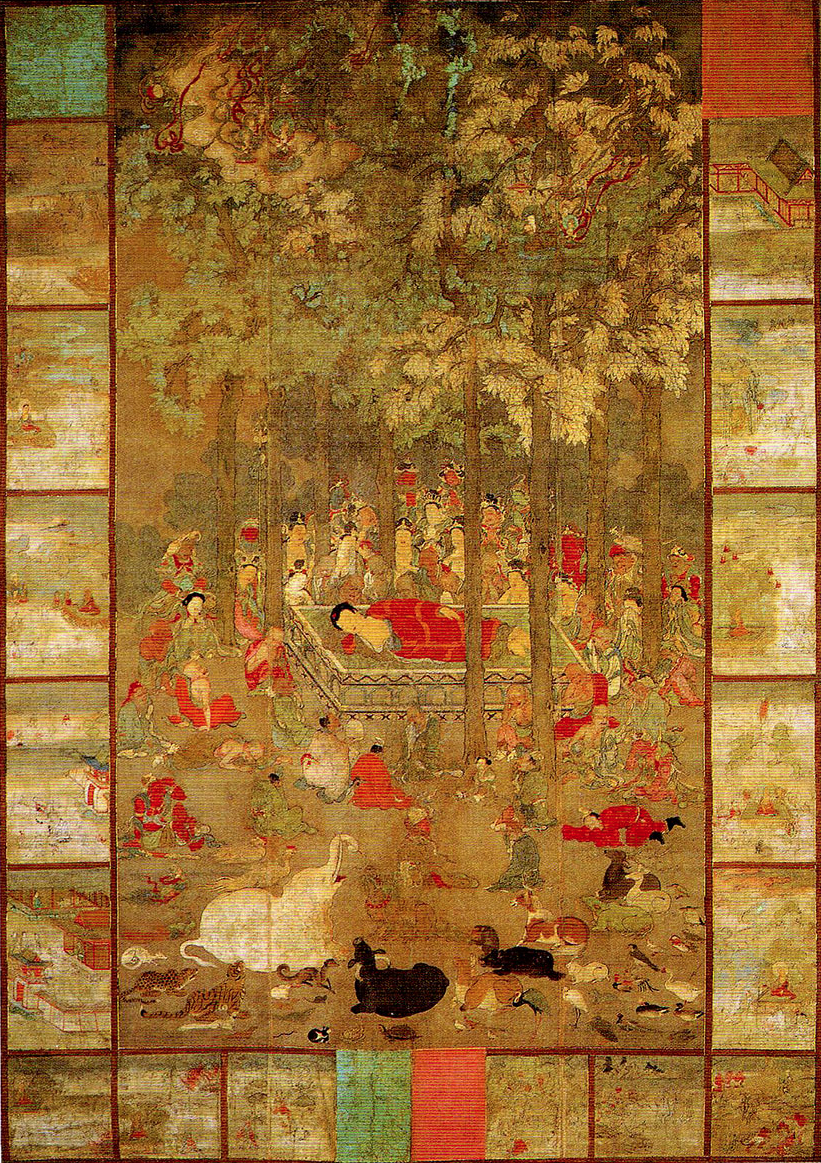
絹本著色仏涅槃図
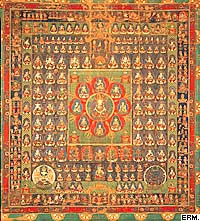
絹本著色両界曼荼羅図
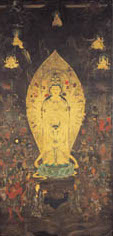
絹本著色千手観音像
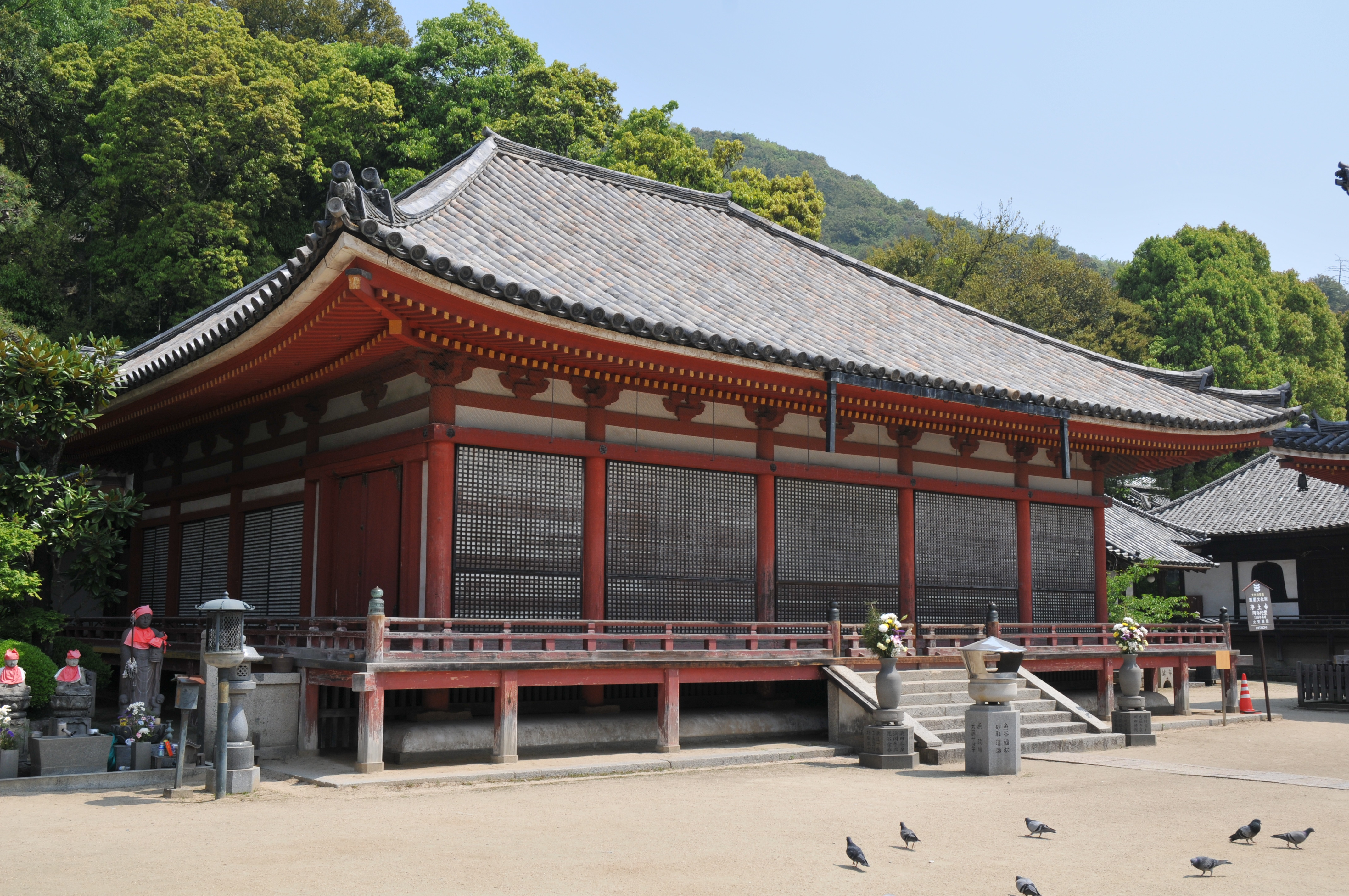
阿弥陀堂
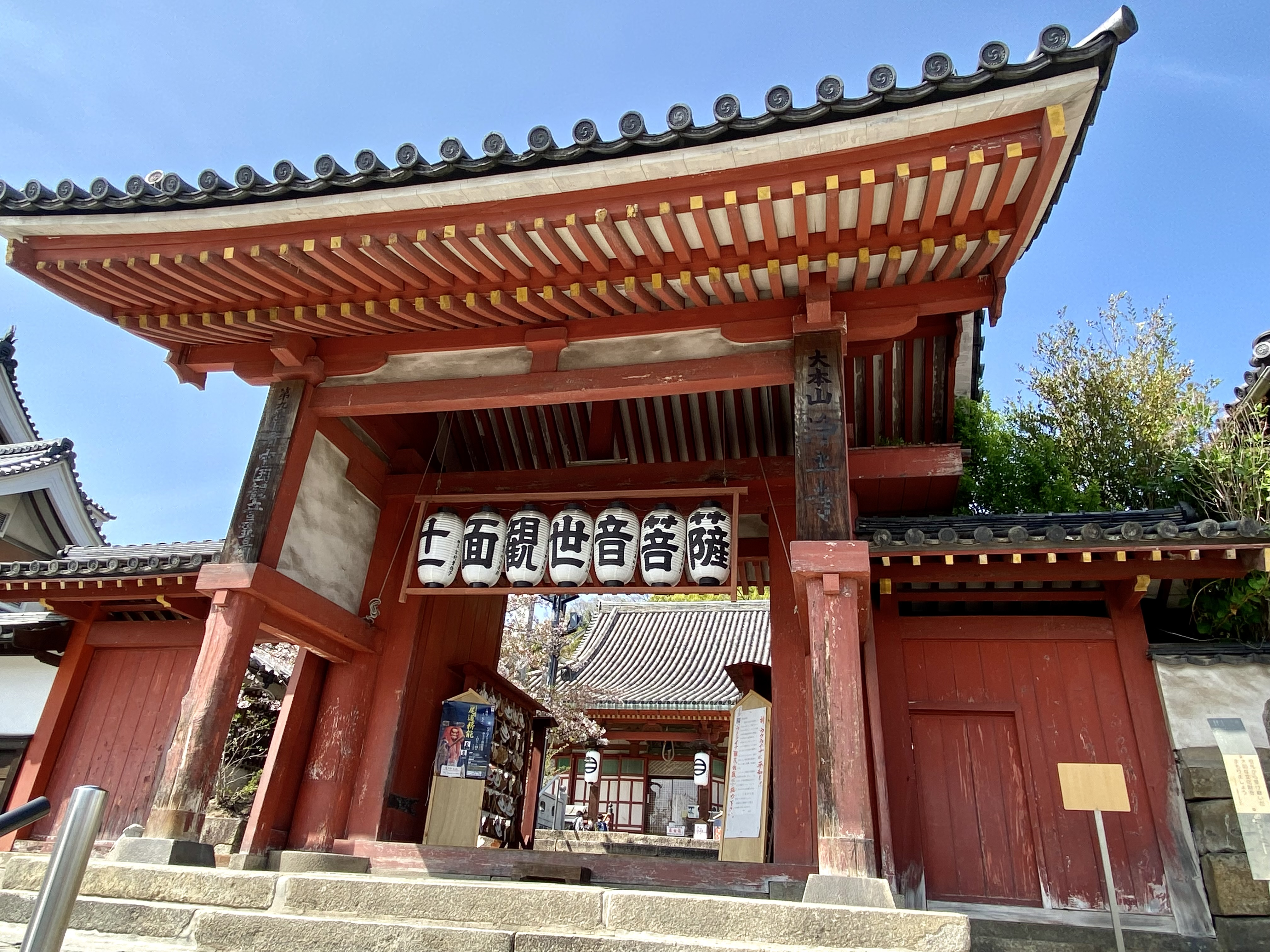
山門
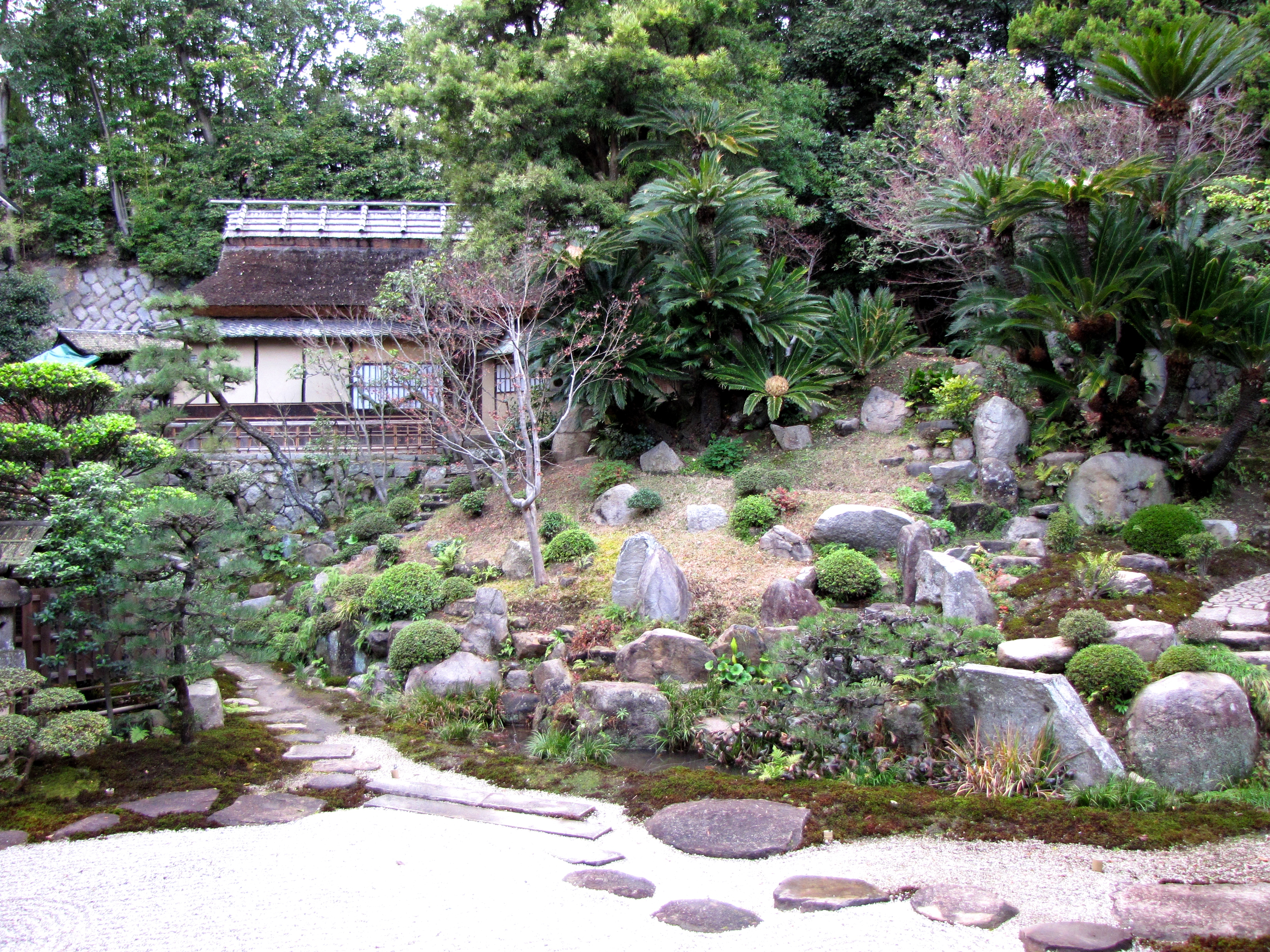
庭園と露滴庵
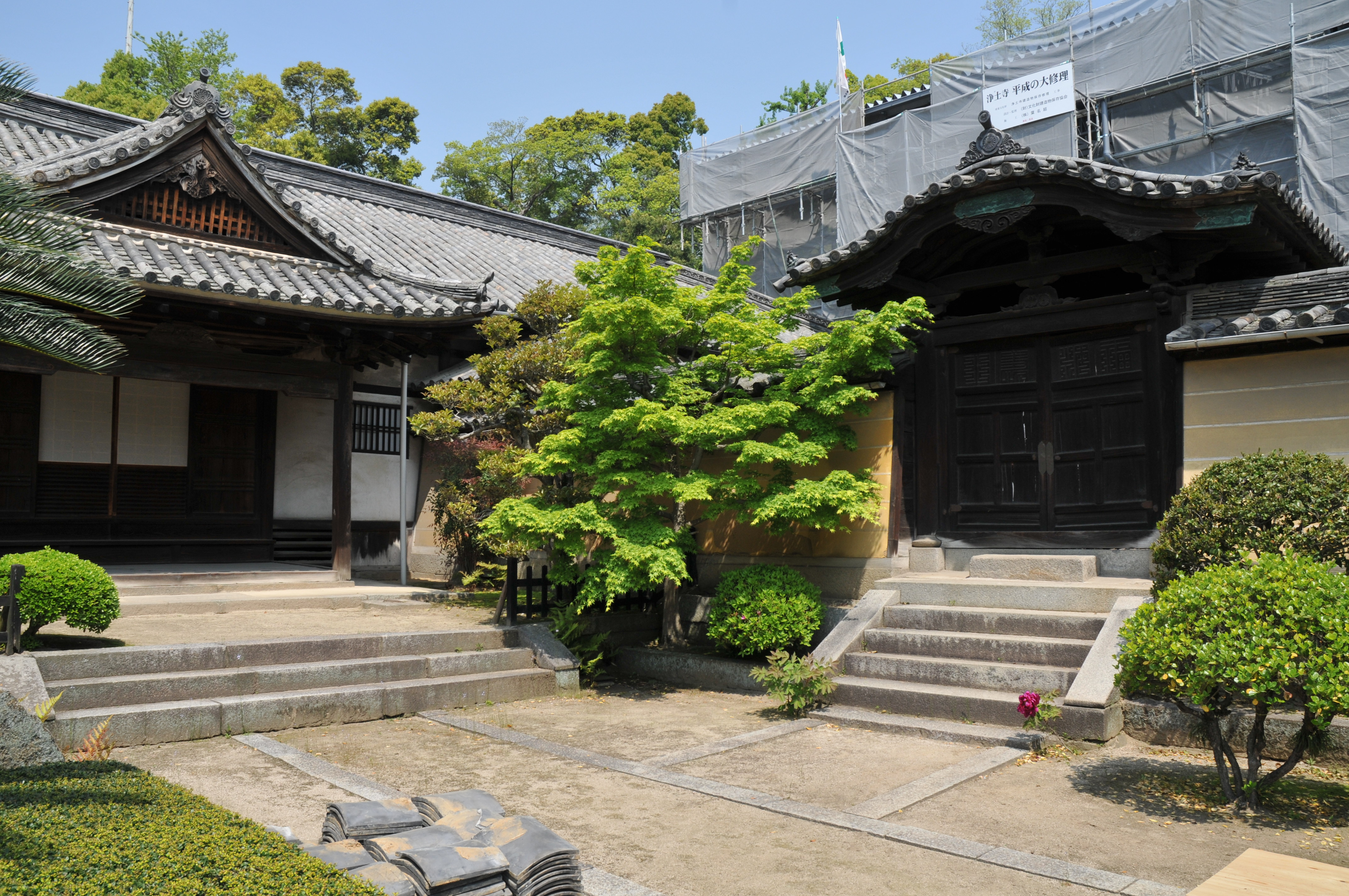
客殿（左）と唐門（右）

## 所在地
- 広島県尾道市東久保町20-28

## 前後の札所
中国三十三観音霊場
8 明王院 -- 9 浄土寺 -- 特別霊場 西國寺